# Livadochóri
Livadochóri (Livadochori) är en ort i Grekland.   Den ligger i prefekturen Nomós Serrón och regionen Mellersta Makedonien, i den nordöstra delen av landet, 567 km norr om huvudstaden Aten. Livadochóri ligger 27 meter över havet och antalet invånare är 420.
Terrängen runt Livadochóri är platt åt nordost, men åt sydväst är den kuperad. Runt Livadochóri är det ganska glesbefolkat, med 42 invånare per kvadratkilometer. Närmaste större samhälle är Serrai, 16,8 km öster om Livadochóri. Trakten runt Livadochóri består till största delen av jordbruksmark.